# Николай Цачев (дипломат)
Николай Цачев Цачев е български професионален дипломат.

## Биография
Завършва Немската гимназия в Ловеч и специалност „Международни отношения“ с португалски език в МГИМО, Москва (1983) с преддипломен стаж в посолството в Ангола (1982). Владее португалски, английски, руски, немски, испански език.
След дипломирането си постъпва на работа в Министерството на външните работи на България. В министерството и неговите задгранични дипломатически мисии преминава по-голямата част от професионалната му кариера.
Сред по-важните заемани длъжности в България са:
- началник на управление „Дипломатически протокол“ на МВнР
- парламентарен секретар на МВнР
- началник на отдел „Африка“ на МВнР
- началник на отдел „Латинска Америка“ на МВнР
- директор на дирекция „Международни връзки и протокол“ на НС (2001-2003)

Длъжности в задгранични дипломатически мисии:
- дипломат в посолството в Мозамбик (1984-1988, 1990-1992)
- консул в Сао Паоло, Бразилия (1997-2000)
- дипломат в посолството в Русия (1997-2000)
- посланик (със седалище в Бразилия) в Бразилия, Боливия, Перу (май 2006 - май 2010)[1]

Понастоящем е директор на Дирекция Ситуационен център в МВнР на България.